# Arco di Sant'Ercolano
Arco di Sant'Ercolano  ou Porta Cornea est l'une des cinq portes étrusques de Pérouse.

## Histoire et description
L'Arco di Sant'Ercolano s'ouvre dans les murs étrusques des IIIe et IVe siècles av. J.-C. Orientée au sud, la porte tire son nom de l'église voisine San Ercolano. Elle est également connue sous les noms de Berarda ou Comitoli, en raison de la proximité des maisons de Messer Berardo (XIVe siècle) et plus tard de l'évêque Napoléon Comitoli (XVIIe siècle).
La porte a été modifiée au XIVe siècle prenant une forme médiévale avec un arc ogival. 
Au-dessus de l'arc de la façade extérieure se trouve un lion du XIIIe siècle, placé comme emblème de la faction guelfe et symbole de vigilance et de protection. L'escalier en dessous était autrefois un chemin en forte pente, par laquelle les chariots accédaient aux marchés de la ville.
La porte fait partie du Rione di Porta San Pietro, dont les armoiries sont les clés croisées, symbole du saint.

Le chemin gradué menant à la porte.
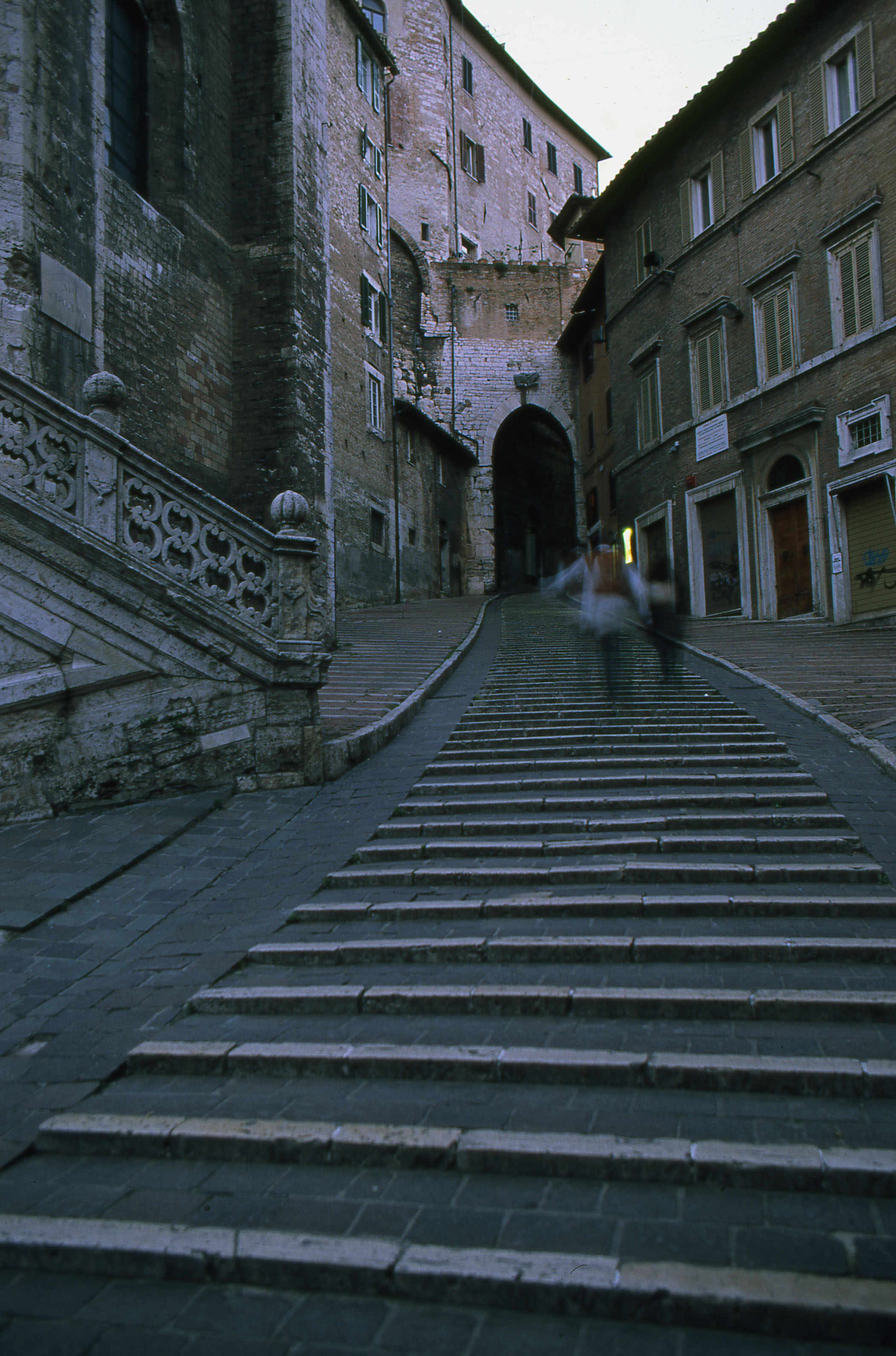
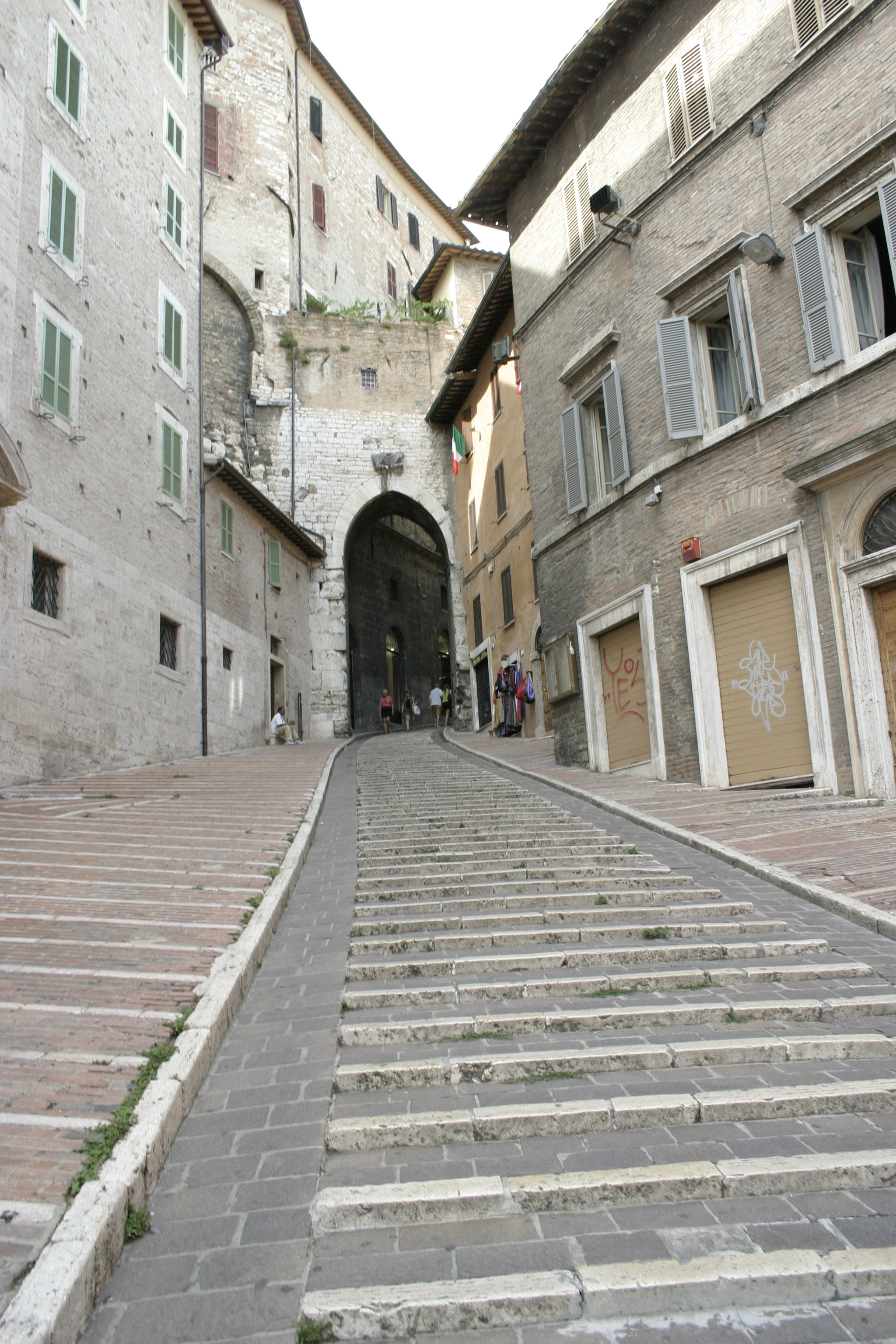
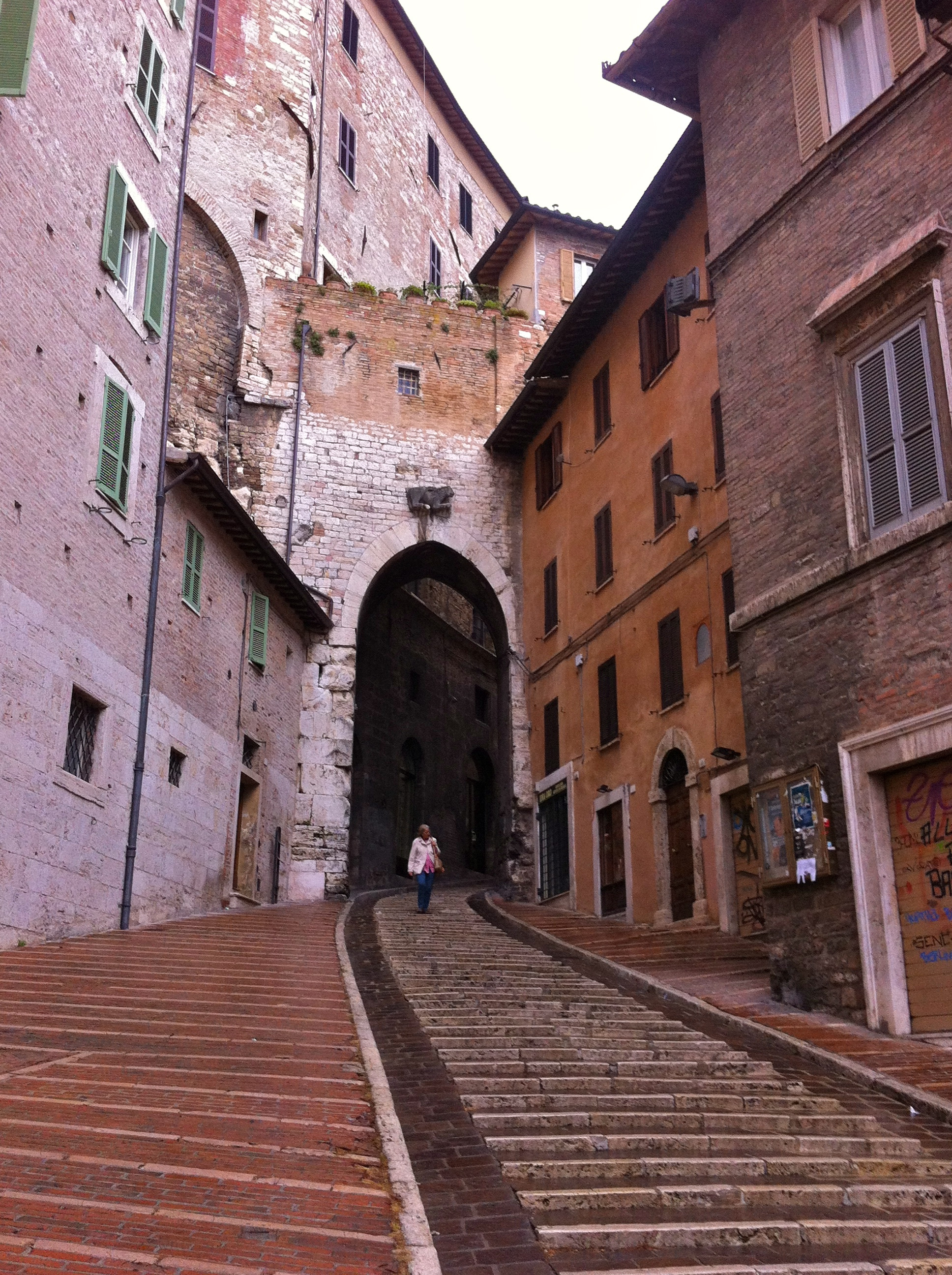